# Aeropuerto de Kimmirut
El Aeropuerto de Kimmirut (del inglés: Kimmirut Airport) (IATA: YLC, OACI: CYLC) está ubicado en Kimmirut, Nunavut, Canadá y es operado por el gobierno de Nunavut. Con diferencia a la mayoría de los aeropuerto de Nunavut, este aeropuerto utiliza direccionales magnéticas en lugar de direccionales verdaderas. Kimmirut, Iqaluit, y Sanikiluaq son los únicos aeropuertos de Nunavut donde las direccionales de las pistas de aterrizaje son dados en grados magnéticos. Todos los otros aeropuertos de Nunavut dan las direccionales en grados verdaderos.
La pista de aterrizaje de Kimmirut es una de las más pequeñas, la más pequeña es la pista de aterrizaje de Arctic Bay.

## Aerolíneas y destinos
- First Air
  - Iqaluit / Aeropuerto de Iqaluit